# Lijst van 3FM Megahits in 2011
Deze hits waren in 2011 3FM Megahit op 3FM:
| Nr. | Week    | Artiest                                                     | Titel                                                       | Hoogste positie in de 3FM Mega Top 50                       |
| --- | ------- | ----------------------------------------------------------- | ----------------------------------------------------------- | ----------------------------------------------------------- |
| 896 | Week 1  | Martin Solveig & Dragonette                                 | Hello                                                       | 1(4wk)                                                      |
| 897 | Week 2  | Krystl                                                      | Golden Days                                                 | 8                                                           |
| 898 | Week 3  | James Blake                                                 | Limit to Your Love                                          | 7                                                           |
| 899 | Week 4  | Tiësto, Diplo & Busta Rhymes                                | C'mon (Catch 'Em by Surprise)                               | 4                                                           |
| 900 | Week 5  | BLØF                                                        | Beter                                                       | 11                                                          |
| -   | Week 6  | Geen 3FM Megahit in verband met de Zeroes Request-week      | Geen 3FM Megahit in verband met de Zeroes Request-week      | Geen 3FM Megahit in verband met de Zeroes Request-week      |
| 901 | Week 7  | Elbow                                                       | Lippy Kids                                                  | 25                                                          |
| 902 | Week 8  | Adele                                                       | Set Fire to the Rain                                        | 1(2wk)                                                      |
| 903 | Week 9  | Foo Fighters                                                | Rope                                                        | 12                                                          |
| 904 | Week 10 | Anouk                                                       | Killer Bee                                                  | 14                                                          |
| 905 | Week 11 | The Naked and Famous                                        | Young Blood                                                 | 18                                                          |
| 906 | Week 12 | Morning Parade                                              | Under the Stars                                             | 31                                                          |
| 907 | Week 13 | Dotan                                                       | This Town                                                   | 9                                                           |
| 908 | Week 14 | Crystal Fighters                                            | Plage                                                       | 4                                                           |
| 909 | Week 15 | Kensington                                                  | Let Go                                                      | 32                                                          |
| 910 | Week 16 | Anouk                                                       | Down & Dirty                                                | 3                                                           |
| 911 | Week 17 | Adele                                                       | Someone Like You                                            | 3                                                           |
| 912 | Week 18 | Cold War Kids                                               | Finally Begin                                               | 22                                                          |
| 913 | Week 19 | Simple Plan & Natasha Bedingfield                           | Jet Lag                                                     | 15                                                          |
| 914 | Week 20 | Foo Fighters                                                | Walk                                                        | 22                                                          |
| 915 | Week 21 | Alex Clare                                                  | Too Close                                                   | 13                                                          |
| 916 | Week 22 | Foster the People                                           | Pumped Up Kicks                                             | 16                                                          |
| 917 | Week 23 | Coldplay                                                    | Every Teardrop Is a Waterfall                               | 1(1wk)                                                      |
| 918 | Week 24 | Hard-Fi                                                     | Good for Nothing                                            | 28                                                          |
| 919 | Week 25 | Tim Knol                                                    | Shallow Water                                               | 35                                                          |
| 920 | Week 26 | Maroon 5 & Christina Aguilera                               | Moves like Jagger                                           | 1(1wk)                                                      |
| 921 | Week 27 | Brooke Fraser                                               | Something in the Water                                      | 9                                                           |
| 922 | Week 28 | Young the Giant                                             | My Body                                                     | 21                                                          |
| 923 | Week 29 | Radical Face                                                | Welcome Home                                                | 14                                                          |
| 924 | Week 30 | Red Hot Chili Peppers                                       | The Adventures of Rain Dance Maggie                         | 12                                                          |
| 925 | Week 31 | Snow Patrol                                                 | Called Out in the Dark                                      | 4                                                           |
| 926 | Week 32 | Gotye & Kimbra                                              | Somebody That I Used to Know                                | 1(13wk)                                                     |
| 927 | Week 33 | Foster the People                                           | Houdini                                                     | 43                                                          |
| 928 | Week 34 | Racoon                                                      | Took a Hit                                                  | 14                                                          |
| 929 | Week 35 | Emeli Sandé                                                 | Heaven                                                      | 28                                                          |
| 930 | Week 36 | Anouk                                                       | Save Me                                                     | 26                                                          |
| 931 | Week 37 | DI-RECT                                                     | The Chase                                                   | 18                                                          |
| -   | Week 38 | Geen 3FM Megahit in verband met de 90's Request-week        | Geen 3FM Megahit in verband met de 90's Request-week        | Geen 3FM Megahit in verband met de 90's Request-week        |
| 932 | Week 39 | Ed Sheeran                                                  | The A Team                                                  | 2                                                           |
| 933 | Week 40 | Waylon                                                      | The Escapist                                                | 12                                                          |
| 934 | Week 41 | Lana Del Rey                                                | Video Games                                                 | 3                                                           |
| 935 | Week 42 | Gavin DeGraw                                                | Sweeter                                                     | 14                                                          |
| 936 | Week 43 | Edward Sharpe and the Magnetic Zeros                        | Home                                                        | 11                                                          |
| 937 | Week 44 | Cold War Kids                                               | Royal Blue                                                  | 24                                                          |
| 938 | Week 45 | Birdy                                                       | Skinny Love                                                 | 2                                                           |
| 939 | Week 46 | The Black Keys                                              | Lonely Boy                                                  | 23                                                          |
| 940 | Week 47 | Guus Meeuwis & Gers Pardoel                                 | Nergens zonder jou                                          | 5                                                           |
| 941 | Week 48 | Ilse DeLange                                                | DoLuv2LuvU                                                  | 9                                                           |
| 942 | Week 49 | Smith & Burrows                                             | When The Thames Froze                                       | 14                                                          |
| 943 | Week 50 | Lykke Li                                                    | I Follow Rivers (The Magician Remix)                        | 2                                                           |
| -   | Week 51 | Geen 3FM Megahit in verband met de 3FM Serious Request-week | Geen 3FM Megahit in verband met de 3FM Serious Request-week | Geen 3FM Megahit in verband met de 3FM Serious Request-week |
| -   | Week 52 | Geen 3FM Megahit in verband met de Top Serious Request-week | Geen 3FM Megahit in verband met de Top Serious Request-week | Geen 3FM Megahit in verband met de Top Serious Request-week |

1993 · 
1994 ·
1995 · 
1996 ·
1997 ·
1998 ·
1999 ·
2000 ·
2001 ·
2002 ·
2003 ·
2004 ·
2005 ·
2006 ·
2007 ·
2008 ·
2009 ·
2010 ·
2011 ·
2012 ·
2013 ·
2014 ·
2015 ·
2016 ·
2017 ·
2018 ·
2019 ·
2020 ·
2021 ·
2022 ·
2023 ·
2024 ·
2025